# Ateuchus viridimicans
Ateuchus viridimicans là một loài bọ cánh cứng trong họ Bọ hung (Scarabaeidae).